# Sesteiro
O sesteiro foi uma unidade de medida de capacidade para sólidos usada no Portugal medieval. Equivalia a 1/8 do moio, e assim a sua capacidade variava com a do moio. Entre os séculos XI e XIV, a capacidade do sesteiro variou entre cerca 7 litros e cerca de 70 litros. A partir do século XV, o sesteiro caiu gradualmente em desuso.
Etimologicamente, sesteiro deriva do Latim sextarius, termo que designava uma unidade de medida de volume para líquidos no Império Romano. O sextarius era equivalente a 1/6 do congius, 1/16 do modius ou, aproximadamente, a 0.55 litros.

Além disso, no Império Romano existiam as unidades de volume: sextans (1/6 de sextarius), triens (1/3 de sextarius), hemina (1/2 de sextarius) e choenix (2/3 de sextarius).